# MCITP: Server Administrator
Microsoft Certified IT Professional: Server Administrator is een certificatie van Microsoft, geïntroduceerd bij Windows Server 2008.

## Examens
Om de titel MCITP:SA te behalen, dienen de volgende examens te worden gehaald:
- 70-640 TS: Windows Server 2008 Active Directory, Configuring
- 70-642 TS: Windows Server 2008 Network Infrastructure, Configuring
- 70-646 Pro: Windows Server 2008, Server Administrator